# Pekuwon (Sumberejo)
Pekuwon is een bestuurslaag in het regentschap Bojonegoro van de provincie Oost-Java, Indonesië. Pekuwon telt 3669 inwoners (volkstelling 2010).